# 45685 Torrycoppin
45685 Torrycoppin è un asteroide della fascia principale. Scoperto nel 2000, presenta un'orbita caratterizzata da un semiasse maggiore pari a 3,1273514 UA e da un'eccentricità di 0,2468748, inclinata di 18,77051° rispetto all'eclittica.